# Lijst van voetbalinterlands Estland - Noord-Macedonië
Deze lijst van voetbalinterlands is een overzicht van alle officiële voetbalwedstrijden tussen de nationale teams van Estland en Noord-Macedonië (het land speelde tussen 1993 en 2019 onder de naam Macedonië). De landen speelden tot op heden zes keer tegen elkaar. De eerste ontmoeting, een vriendschappelijke wedstrijd, werd gespeeld in Skopje op 1 juni 1994. Het laatste duel, een groepswedstrijd tijdens de UEFA Nations League 2020/21, vond plaats op 15 november 2020 in de Macedonische hoofdstad.

## Wedstrijden
| № | Plaats  | Datum             | Competitie                  | Wedstrijd                 | Uitslag |
| - | ------- | ----------------- | --------------------------- | ------------------------- | ------- |
| 1 | Skopje  | 1 juni 1994       | Vriendschappelijk           | Macedonië – Estland       | 2 – 0   |
| 2 | Tallinn | 11 juni 2004      | Vriendschappelijk           | Estland – Macedonië       | 2 – 4   |
| 3 | Tallinn | 16 augustus 2006  | EK 2008 kwalificatie        | Estland – Macedonië       | 0 – 1   |
| 4 | Skopje  | 12 september 2007 | EK 2008 kwalificatie        | Macedonië – Estland       | 1 – 1   |
| 5 | Tallinn | 11 oktober 2020   | UEFA Nations League 2020/21 | Estland − Noord-Macedonië | 3 − 3   |
| 6 | Skopje  | 15 november 2020  | UEFA Nations League 2020/21 | Noord-Macedonië − Estland | 2 − 1   |

## Samenvatting
| Competitie          | Totaal gespeeld | Winst Estland | Gelijk | Winst Noord-Macedonië | Doelsaldo Estland – Noord-Macedonië |
| ------------------- | --------------- | ------------- | ------ | --------------------- | ----------------------------------- |
| EK-kwalificatie     | 2               | 0             | 1      | 1                     | 1 − 2                               |
| UEFA Nations League | 2               | 0             | 1      | 1                     | 4 − 5                               |
| Vriendschappelijk   | 2               | 0             | 0      | 2                     | 2 − 6                               |
| Totaal              | 6               | 0             | 2      | 4                     | 7 − 13                              |

Wedstrijden bepaald door strafschoppen worden, in lijn met de FIFA, als een gelijkspel gerekend.

## Details

### Eerste ontmoeting
De eerste ontmoeting tussen de nationale voetbalploegen van Estland en Macedonië vond plaats op 1 juni 1994. Het vriendschappelijke duel, bijgewoond door 10.000 toeschouwers, werd gespeeld in het Gradski Stadion in Skopje en stond onder leiding van scheidsrechter Dimitar Momirov uit Bulgarije. Bij Estland maakte Gert Olesk (JK Tervis Pärnu) zijn debuut voor de nationale ploeg.
| Vriendschappelijk (Skopje, Macedonië, 1 juni 1994): |              | |
| Macedonië | 2 – 0        | Estland |
| Zoran Boškovski 12' Dragan Kanatlarovski 36' | goals        | |
| Andon Dončevski | bondscoach   | Roman Ubakivi |
| Kire Trajčev 86' Mitko Stojkovski Zoran Jovanovski Ljupčo Markovski Kire Grozdanov 73' Dragan Kanatlarovski 82' Zoran Boškovski Žarko Serafimovski Nedžmedin Memedi 63' Darko Pančev Toni Mičevski 38' | opstellingen | Mart Poom Risto Kallaste Toomas Kallaste Marek Lemsalu Gert Olesk Tarmo Linnumäe 60' Indro Olumets Dzintar Klavan Marko Kristal Martin Reim Meelis Lindmaa |
| Ilčo Borov 38' Marjan Stojkovski 63' Svetozar Stankovski 73' Vančo Micevski 82' Zoran Mičevski 86' | wissels      | 60' Mati Pari |

### Tweede ontmoeting
| Vriendschappelijk (Tallinn, Estland, 11 juni 2004): |       |                                                                           |
| Estland                                             | 2 – 4 | Macedonië                                                                 |
| Vjatšeslav Zahovaiko 54' Ingemar Teever 65'         | goals | 11' Goce Sedloski 15' Goran Popov 31' Goran Pandev 66' Vlatko Grozdanoski |

### Derde ontmoeting
| EK 2008 kwalificatie (Tallinn, Estland, 16 augustus 2006): |       |                   |
| Estland                                                    | 0 – 1 | Macedonië         |
|                                                            | goals | 73' Goce Sedloski |

### Vierde ontmoeting
| EK 2008 kwalificatie (Skopje, Macedonië, 12 september 2007): |       |                  |
| Macedonië                                                    | 1 – 1 | Estland          |
| Goran Maznov 30'                                             | goals | 17' Raio Piiroja |

### Vijfde ontmoeting
| UEFA Nations League 2020/21 (Tallinn, Estland, 11 oktober 2020): |       |                                                          |
| Estland                                                          | 3 – 3 | Noord-Macedonië                                          |
| Rauno Sappinen 33' Rauno Sappinen 61' Frank Liivak 76'           | goals | 3' (e.d.) Märten Kuusk 80' Goran Pandev 88' Gjoko Zajkov |

### Zesde ontmoeting
| UEFA Nations League 2020/21 (Skopje, Noord-Macedonië, 15 november 2020): |       |                    |
| Noord-Macedonië                                                          | 2 – 1 | Estland            |
| Ivan Tričkovski 29' Vlatko Stojanovski 68'                               | goals | 52' Rauno Sappinen |

EJL · A-internationals · Bondscoaches · Statistieken · Estisch vrouwenelftal · Olympisch elftal · Estland U21 · Estland U20 · Estland U19 · Estland U18 · Estland U17 · Estland U16
1920 – 1929 ·
1930 – 1939 ·
1940 – 1949 ·
1950 – 1990 · 
1990 – 1999 ·
2000 – 2009 ·
2010 – 2019 ·
2020 − 2029
OS 1924
1920 ·
1921 ·
1922 ·
1923 ·
1924 ·
1925 ·
1926 ·
1927 ·
1928 ·
1929 · 
1930 · 
1931 · 
1932 · 
1933 · 
1934 · 
1935 · 
1936 · 
1937 · 
1938 · 
1939 · 
1940 · 
1941 · 
1942 · 
1943 · 1944 · 
1945 · 
1946 · 
1947 · 
1948 · 
1949 · 
1950 – 1990 · 
1991 · 
1992 · 
1993 · 
1994 · 
1995 · 
1996 · 
1997 · 
1998 · 
1999 · 
2000 · 
2001 · 
2002 · 
2003 · 
2004 · 
2005 · 
2006 · 
2007 · 
2008 · 
2009 · 
2010 · 
2011 · 
2012 · 
2013 · 
2014 · 
2015 · 
2016 ·
2017 ·
2018 ·
2019 ·
2020
Albanië ·
Andorra ·
Angola ·
Antigua en Barbuda ·
Argentinië ·
Armenië ·
Azerbeidzjan ·
België ·
Bosnië-Herzegovina ·
Brazilië ·
Bulgarije ·
Canada ·
Chili ·
China ·
Cyprus ·
Denemarken ·
Duitsland ·
Ecuador ·
Egypte ·
El Salvador ·
Engeland ·
Equatoriaal-Guinea ·
Faeröer ·
Fiji ·
Filipijnen ·
Finland ·
Frankrijk ·
Georgië · 
Gibraltar ·
Griekenland ·
Hongarije ·
Hongkong ·
Ierland ·
IJsland ·
Indonesië ·
Irak ·
Israël ·
Italië ·
Jordanië ·
Kazachstan ·
Kirgizië ·
Kroatië ·
Letland ·
Libanon ·
Liechtenstein ·
Litouwen ·
Luxemburg ·
Malta ·
Marokko ·
Mexico ·
Moldavië ·
Montenegro ·
Nederland ·
Nieuw-Caledonië ·
Nieuw-Zeeland ·
Noord-Ierland ·
Noord-Macedonië ·
Noorwegen ·
Oekraïne ·
Oezbekistan ·
Oman ·
Oostenrijk ·
Polen ·
Portugal ·
Qatar ·
Roemenië ·
Rusland ·
Saint Kitts en Nevis ·
San Marino ·
Saoedi-Arabië ·
Schotland ·
Servië ·
Slovenië ·
Slowakije · 
Spanje ·
Tadzjikistan ·
Thailand ·
Trinidad en Tobago ·
Tsjechië ·
Turkije ·
Turkmenistan ·
Uruguay ·
Vanuatu ·
Venezuela ·
Verenigde Arabische Emiraten ·
Verenigde Staten ·
Vietnam ·
Wales ·
Wit-Rusland ·
Zweden ·
Zwitserland
FFM · A-internationals · Bondscoaches · Statistieken · Macedonisch vrouwenelftal · Olympisch elftal · Noord-Macedonië U21 · Noord-Macedonië U20 · Noord-Macedonië U19 · Noord-Macedonië U18 · Noord-Macedonië U17 · Noord-Macedonië U16
1993 – 1999 ·
2000 – 2009 ·
2010 – 2019 ·
2020 − 2029
EK 2020
1993 · 
1994 · 
1995 · 
1996 · 
1997 · 
1998 · 
1999 · 
2000 · 
2001 · 
2002 · 
2003 · 
2004 · 
2005 · 
2006 · 
2007 · 
2008 · 
2009 · 
2010 · 
2011 · 
2012 · 
2013 · 
2014 · 
2015 · 
2016 ·
2017 ·
2018 ·
2019 ·
2020 ·
2021 ·
2022 ·
2023
Albanië ·
Andorra ·
Angola ·
Armenië ·
Australië ·
Azerbeidzjan ·
Bahrein ·
België ·
Bosnië en Herzegovina ·
Bulgarije ·
Canada ·
China ·
Cyprus ·
Denemarken ·
Duitsland ·
Ecuador ·
Egypte ·
Engeland ·
Estland ·
Faeröer ·
Finland ·
Georgië ·
Gibraltar ·
Hongarije ·
Ierland ·
IJsland ·
Iran ·
Israël ·
Italië ·
Jamaica ·
Joegoslavië ·
Kameroen ·
Kazachstan ·
Kosovo ·
Kroatië ·
Letland ·
Libanon ·
Liechtenstein ·
Litouwen ·
Luxemburg ·
Malta ·
Moldavië ·
Montenegro ·
Nederland ·
Nigeria ·
Noorwegen ·
Oekraïne ·
Oman ·
Oostenrijk ·
Paraguay ·
Polen ·
Portugal ·
Qatar ·
Roemenië ·
Rusland ·
Saoedi-Arabië ·
Schotland ·
Servië ·
Slovenië ·
Slowakije ·
Spanje ·
Tsjechië ·
Turkije ·
Verenigde Staten ·
Wales ·
Wit-Rusland · 
Zuid-Korea ·
Zweden
Nederland (2021) · 
Oekraïne (2021) · 
Oostenrijk (2021)